# キマダラジャノメ

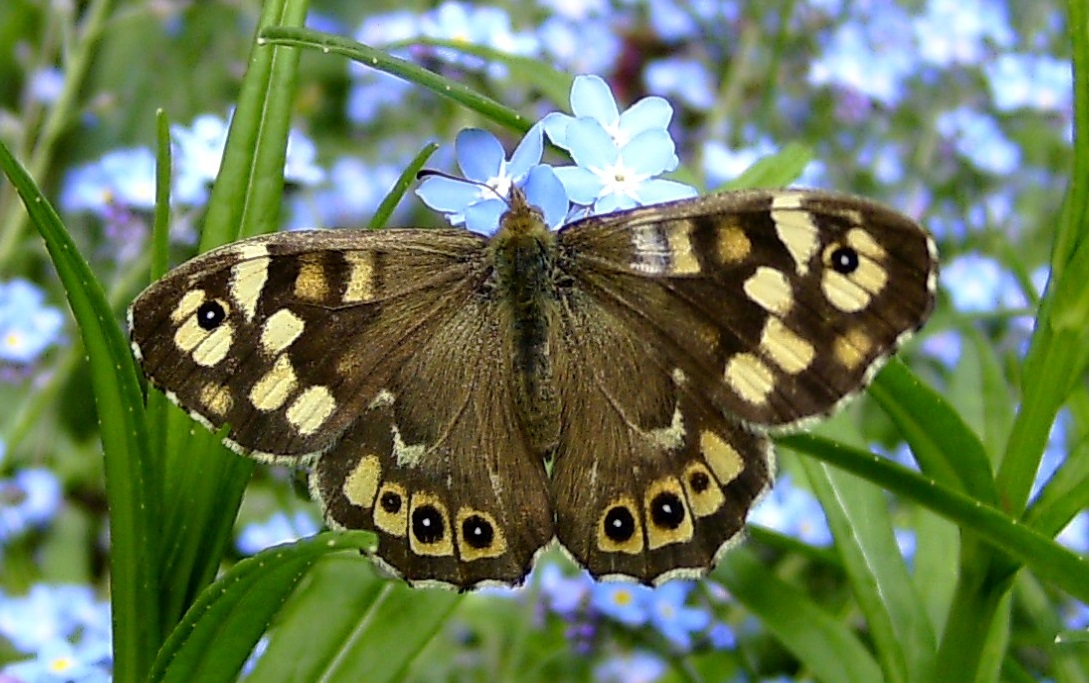
Pararge aegeria

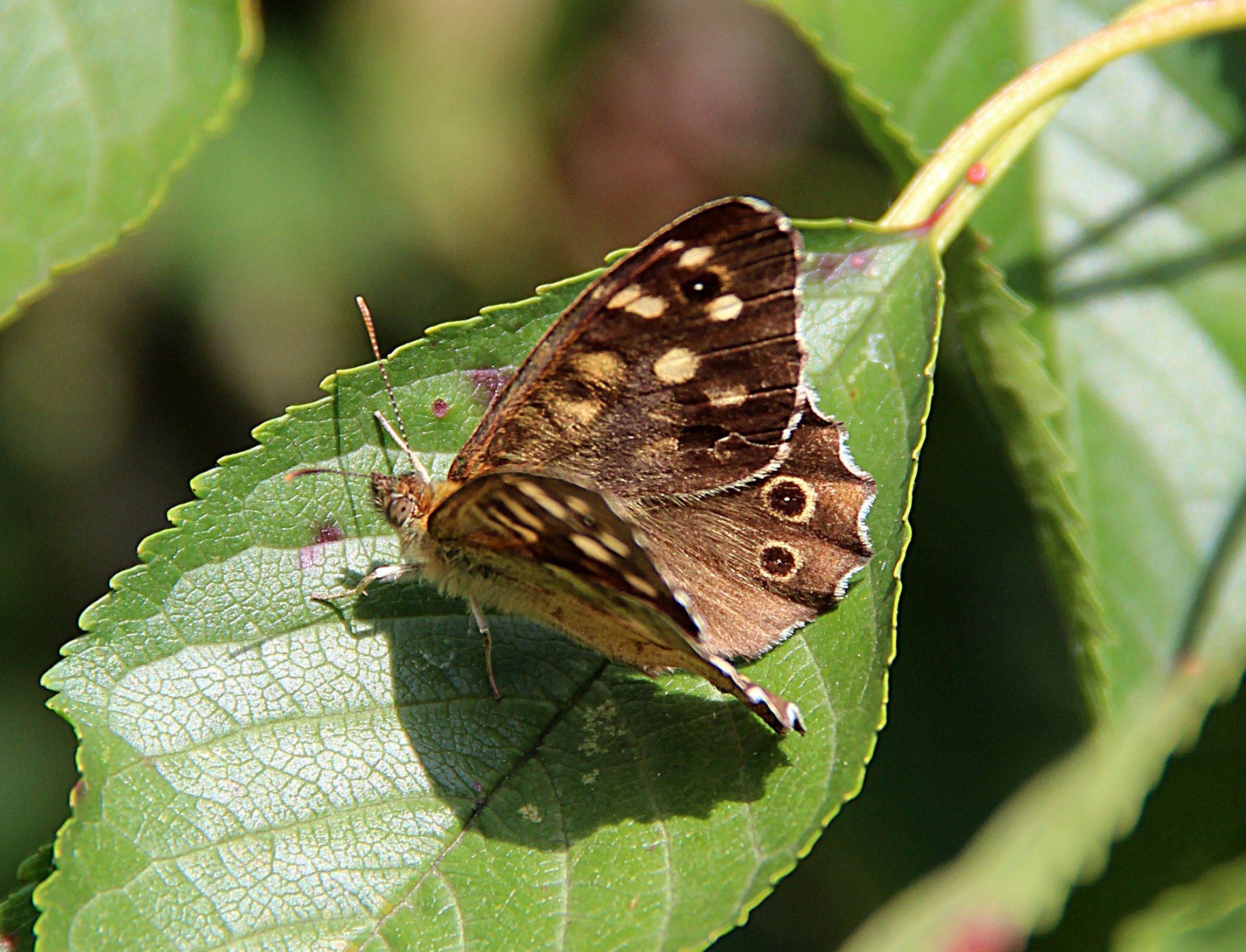
機翼上下

キマダラジャノメ （黄斑蛇目、Pararge aegeria）は、チョウ目タテハチョウ科ジャノメチョウ亜科に属する蝶の一種。ヨーロッパの大部分の森林や森林との境界地帯で見られるチョウである。

## 亜種
北及び東ヨーロッパでは、茶色の体色に薄黄色の斑点と前翅に黒い目玉模様を持つ亜種P. a. tircisが生息する。南西ヨーロッパでは、より橙色の体色に、後翅に赤茶色の目玉模様を持つ亜種P. a. aegeriaが生息する。この2亜種は徐々に混じり合っている。キマダラジャノメは北アフリカやマデイラ諸島でも見られる。分子進化学的な研究により、アフリカとマデイラ諸島の個体は非常に近縁であるが、ヨーロッパのどちらの亜種とも異なっていることが分かり、アフリカのものはヨーロッパから離れてかなり長い時間が経過し、マデイラ諸島のものはアフリカから渡ってきたことが示唆されている。

## 形態と生態
メスはオスよりも色が明るく、模様がくっきりしている。羽長はオスもメスも4-4.5cmであるが、オスはメスよりも若干小さい。オスは縄張り意識が強く、他のオスが侵入すると縄張りを守る。メスを見つけるには2つの戦略がある。留まり木の周りで通り過ぎるメスを探す方法と、大きな縄張りをパトロールする際にメスを探す方法がある。
オスには後翅に3つから4つの目玉模様があり、4つめの模様は飛んでいる時のみに見える。4つの目玉模様がある個体の方が、パトロールしながらメスを探す傾向がある。これは、目玉模様が鳥等の捕食者の目を引くためのものであるという役割と合致している。一方、生息地は明らかにオスがメスを見つける戦略に大きく影響している。留まってメスを探すオスは針葉樹林に多く、飛びながらメスを探すオスは草地に多い。
幼虫は緑色で短く分岐した尾を持ち、特にシバムギを好んで食べる。さなぎは緑色か濃茶色である。この種は、幼虫とさなぎの2つの生育段階で冬を越す能力を持つ珍しい種である。